# Rieux-de-Pelleport
Rieux-de-Pelleport è un comune francese di 1 259 abitanti situato nel dipartimento dell'Ariège nella regione dell'Occitania.

## Società

### Evoluzione demografica
Abitanti censiti